# Stuart Robson
Henry Robson Stuart (Annapolis, 4 de marzo de 1836 – Nueva York, 29 de abril de 1903), conocido como Stuart Robson, fue un actor estadounidense de teatro, famoso durante fines del siglo XIX. 

## Biografía
Sus padres fueron Charles Stuart y Alicia Ann Thompson. 
Participó en varias producciones tetrales entre los años 1860 y 1900 en ciudades como Nueva York, Boston y Londres. Es conocido por su trabajo junto a William Henry Crane, con quien compartió cerca de diez años. Aparecieron juntos en Our Bachelors, Sharps and Flats, The Henrietta, Las alegres comadres de Windsor y She Stoops to Conquer. Sus papeles más importantes fueron en la obra La comedia de las equivocaciones.
Su primer matrimonio lo contrajo con Margaret Eleanor Johnson en 1858. Tuvieron una hija llamada Alicia Virginia Robson. Sin embargo, Margaret murió en 1890. Robson se casó posteriormente con Mary Dougherty, una actriz que utilizaba el nombre artístico de May Waldron, en 1891. Tuvieron un hijo llamado Stuart Robson Jr., quien se dedicó a la actuación en la ciudad de Nueva York.
Stuart Robson vivió durante varios años en Cohasset, Massachusetts. Murió el 29 de abril de 1903 en Nueva York, fue sepultado en Cohasset. Su esposa continuó actuando bajo el nombre de May Robson hasta su muerte en 1924.